# Flug 93
Flug 93 ist ein US-amerikanisches Katastrophendrama des Regisseurs Paul Greengrass aus dem Jahr 2006. Produziert wurde der Film von Universal Pictures und Working Title. Seine Weltpremiere hatte er beim Tribeca Film Festival in New York City am 25. April 2006. Der Kinostart in Deutschland war am 1. Juni 2006.
Der Film schildert als Rahmenhandlung die Ereignisse der Terroranschläge vom 11. September 2001 in den USA. Paul Greengrass versucht in dem Film, die Ereignisse an Bord des wirklichen Fluges UA 93 möglichst realistisch wiederzugeben. Darüber hinaus wird in mehreren Szenen die Sichtweise der Fluglotsen, die den Flug von den jeweiligen Flugleitstellen aus begleiteten, realistisch wiedergegeben.

## Handlung
Erzählt werden die Ereignisse vor und während des Fluges der United Airlines mit der Flugnummer 93. Am 11. September 2001 entführen Al-Qaida-Terroristen das Flugzeug. Die Passagiere versuchen, die Terroristen zu überwältigen und das Flugzeug stürzt letztlich in ein Feld in Shanksville im US-Bundesstaat Pennsylvania. Niemand überlebt.

## Hintergrund
- Flug 93 hatte ein Budget von 15 Millionen US-Dollar.

- Die Dialoge und spielerischen Darstellungen sind weitestgehend improvisiert und sollen so dem Zuschauer das beklemmende Gefühl vermitteln, mitten im Geschehen zu sein.

- Viele US-amerikanische Kinos nahmen den Trailer aus dem Programm, weil Kinobesucher weinend aus den Sälen liefen, zudem gab es Rufe, dass es für einen solchen Film „zu früh“ sei.

- Paul Greengrass engagierte für den Film keine bekannten Schauspieler, sondern setzte auf Authentizität, indem er Zeitzeugen sowie Piloten, Stewardessen und Fluglotsen zu Schauspielern machte. Einige der im Film gezeigten Fluglotsen waren an den realen Ereignissen des 11. Septembers beteiligt wie z. B. Ben Sliney, der an diesem Tag seinen ersten Arbeitstag als National Operations Manager bei der zivilen Bundesluftfahrtbehörde FAA antrat.[2]

- Der Film war bei der Oscarverleihung 2007 in den Kategorien Beste Regie und Bester Schnitt nominiert. Neben einer Reihe weiterer Auszeichnungen gewann Paul Greengrass den NSFC Award der National Society of Film Critics 2007 als bester Regisseur.

- Die deutschsprachige Erstausstrahlung im Fernsehen fand am 9. September 2008 im SF DRS und im ZDF statt, zwei Tage vor dem siebten Jahrestag der Terroranschläge. Im Anschluss präsentierte das ZDF die zugehörige Doku „Flug 93 – Die Dokumentation“ von Carl-Ludwig Paeschke und Uli Weidenbach.

- Es gibt einen weiteren Fernsehfilm mit ähnlichem Namen (Flight 93 – Todesflug am 11. September) von Peter Markle, der 2006 im US-amerikanischen Fernsehen lief. In Deutschland wurde er zunächst nur auf DVD veröffentlicht und am 10. September 2009 erstmals auf VOX ausgestrahlt. Er ist dem hier behandelten Film sehr ähnlich.

## Kritiken
„Der aufwühlendste und fesselndste Film des Jahres.“

„Von dem Iren Paul Greengrass (‚Die Bourne Verschwörung‘) im Stil eines Dokudramas weitgehend improvisiert, werden die packenden Minuten, die das Gesicht Amerikas für immer veränderten, nüchtern und ohne jegliche Sensationsgier festgehalten. Ein Film voller exorzistischer Kraft.“

Roger Ebert erkannte die Stärken des Films darin, dass er den Gesamtablauf („big picture“) eben „nicht“ erkennen lasse, keine Zusammenhänge und Vorgeschichte(n) aufzeige, dass auch die Terroristen als Menschen dargestellt sind, und es genauso wenig Helden gebe.
Manohla Dargis von der New York Times verwies auf eine „schläfentrümmernde, sensorisch überfordernde Machart, die Tränen und Kopfschmerzen verursachen kann“ („temple-pounding, sensory-overloading way that can provoke tears and a headache“).
Die Deutsche Film- und Medienbewertung FBW in Wiesbaden verlieh dem Film das Prädikat besonders wertvoll.

### Kontroverse Darstellung des deutschen Passagiers
Unter den dargestellten Passagieren wird nur der deutsche Geschäftsmann Christian Adams als zögerlich dargestellt, der nicht gegen die Terroristen vorgehen möchte. Dies führte zu Vorwürfen, dass Adams im Film als Feigling dargestellt wird, während die amerikanischen Passagiere als mutig erscheinen. Erich Redman, der Adams im Film spielt, verteidigte seine Rolle und erklärte, dass Adams’ vorsichtige und pazifistische Haltung seiner echten Persönlichkeit entsprochen habe. Redman begründete seine Darstellung mit einem Interview mit einem ehemaligen Kollegen von Adams und meinte, dass Adams wahrscheinlich vorgeschlagen hätte, den Terroristen zu gehorchen und darauf zu warten, dass die Behörden nach der Landung die Situation klären. Bevor der Regisseur Greengrass mit dem Film begann, sicherte er sich die Unterstützung der Familien der Opfer. Adams’ Witwe verweigerte jedoch die Zusammenarbeit, da der Schmerz über den Tod ihres Mannes noch zu groß war. Der Kritiker John Harris schrieb im Guardian, dass die Darstellung von Adams amerikanische kulturelle Vorurteile bedienen könnte, indem sie das Bild der „Surrender Monkeys“ verstärkt – ein abwertender Begriff für Europäer, die angeblich schnell aufgeben. „Sicherlich hat keiner der Passagiere nach Hause telefoniert und darauf hingewiesen, dass ein feiger Deutscher an Bord war, der aufgeben wollte?“, fragte sich der Kritiker Cosmo Landesman von der Sunday Times. Beweise dafür, dass Christian Adams die anderen Passagiere nicht unterstützt oder sich geweigert hat, das Cockpit zu stürmen, gibt es nicht.